# Orchestra Baobab
Pour les articles homonymes, voir Baobab (homonymie).
Orchestra Baobab est un groupe musical sénégalais. Il et formé dans les années 1970 et qui, après une longue interruption, a renoué avec le succès à l'échelle internationale au début des années 2000. Son style musical se caractérise par un mélange de rythmes latins (notamment cubains), de sonorités africaines (chants wolofs et sérères, harmonies casamançaises, mélodies traditionnelles d'Afrique subsaharienne ou du Maghreb) et d'influences soul ou jazz.

## Histoire

### Débuts
À l'origine, la plupart des musiciens sont des transfuges du Star Band, l'orchestre d'une boîte de nuit populaire de la Médina de Dakar, le Miami. En 1970, Oumar Barro N'diaye, saxophoniste, le premier chef d'orchestre, est chargé de sélectionner les musiciens, assisté en cela par Cheikh Sidath Ly (guitare basse). Le groupe se constitue autour de Ablaye Mboup (chant), Balla Sidibé (chant et timbales), Rudy Gomis, Barthélémy Attisso (guitare solo) et du guitariste saint-louisien Mohamed Latfi Ben Geloune (guitare rythmique). Le groupe se produit au Club Baobab, un établissement huppé de la capitale auquel il emprunte son nom, Orchestra Baobab.
Ablaye Mboup décède en 1974 d'un accident de la route. Il est cette voix nasale caractéristique des griots wolofs.
En 1978, Ibrahima Sylla, alors jeune producteur de 24 ans, dirige sous le label Syllart un des premiers enregistrements du groupe au studio Golden Baobab, studio d'enregistrement appartenant au fils du président sénégalais, Francis Senghor . Mariant avec bonheur les influences variées qu'apportent ses membres issus des multiples ethnies formant la société sénégalaise, le groupe connaîtra une célébrité croissante dans toute l'Afrique de l'Ouest, enregistrant une quinzaine d'albums jusqu'en 1985. Avec la fermeture du club en 1979 et la montée en puissance d'autres musiques – notamment Youssou N'Dour et le mbalax –, les membres du groupe s'éloignent jusqu'à la dissolution complète de l'orchestre en 1987.

### Retour
« On nous croyait morts, mais un baobab ça ne meurt jamais. Même desséché, il refait de jeunes pousses et renaît. »

— Entretien du groupe avec le journal français Le Monde, 9 novembre 2007.
En 2001, Nick Gold, directeur du label World Circuit Records (qui avait à son catalogue certains albums de l'Orchestra Baobab), entreprend de reformer le groupe, comme il avait pu le faire avec succès s'agissant du groupe cubain Buena Vista Social Club. Retrouvant les différents membres de l'Orchestra Baobab dans divers emplois, il réédite son album Pirates Choice, initialement paru en 1982, qu'il accompagne de nouveaux enregistrements. Ce disque connaîtra une large diffusion sur les radios internationales et lancera le groupe nouvellement reformé dans une tournée internationale.
En 2002, Specialist in All Styles, le premier nouvel album depuis la séparation du groupe, est coproduit par la star sénégalaise Youssou N'Dour, qui y participe aux côtés du chanteur cubain Ibrahim Ferrer, membre du Buena Vista Social Club. Sorti en octobre 2007, l'album Made in Dakar réunit de nouveaux titres et d'anciens succès réenregistrés. Dans la foulée, le groupe entame une tournée européenne, commencée à Paris.
Le chanteur Ndiouga Dieng (69 ans) décède le 10 novembre 2016. Il était issu d'une lignée de griots de l’ancienne région du Cap-Vert (actuelle région de Dakar). Son décès précède la sortie de l'album Hommage à Ndiouga Dieng (2017). Médoune Diallo, lui, décède à Dakar, le 10 février 2017 la veille de ses 69 ans. Il a été chanteur de l’Orchestra Baobab durant deux décennies et depuis du groupe Africando.
Issa Cissokho et Mountaga Koité sont issus de lignées de griots malinké.
Le 29 juillet 2020, Balla Sidibé décède à Thiaroye en Banlieue de Dakar,.

## Membres

### Membres actuels
- Rudy Gomis - chant, congas
- Issa Cissoko - saxophone ténor
- Thierno Koité - saxophone alto
- Mountaga Koité - percussions
- Charlie N'Diaye - basse
- Oumar Sow
- Rene Sowatche
- Yakhya Fall
- Abdouleye Cissoko
- Alpha Dieng
- Ass Diouf - guitares

### Anciens membres
- Balla Sidibé - chant, percussions (décédé en 2020)
- Baro N'Diaye
- Laye M'Boup
- Latfi Bengeloune
- Barthélémy Attisso - guitare (membre fondateur du groupe dakarois, membre du groupe pratiquement jusqu'à son décès le 29 août 2021 sur sa terre natale, le Togo à 76 ans. Il avait entretemps repris sa carrière d'avocat[8]. Ses solos posés, fluides et inspirés, sa sensibilité l'on fait qualifié de « génial » comme ici dans Utrus Horas[9])
- Sidath Ly
- Médoune Diallo (décédé en 2017)
- Ndiouga Dieng (décédé en 2016)
- Thione Seck (quitte le groupe en 1979, décès en 2021. Sa voix particulière donne toute sa mesure dans Seery Coco[10]
- Peter Udo
- Papa Ba
- Mapenda Seck
- Moussa Kane (quitte le groupe dans les années 1970)

## Discographie

### Albums studio
- 1972 : Saf Mounadem (JK 3026 sous le nom de Star Band de Dakar)
- 1972 : M'Beugene (Music Afrique)
- 1974? : Hommage a Lay M'Boop
- 1975 : Orchestre Baobab '75 (Disques Buur)
- 1975 : Guy Gu Rey Gi (Disques Buur)
- 1975 : Senegaal Sunugaal (Disques Buur)
- 1975 : Visage Du Senegal (Disques Buur)
- 1975 : Aduna Jarul Naawoo (Disques Buur)
- 1977 : N'Deleng N'Deleng (Music Afrique)
- 1978 : Une Nuit Aun Jandeer (Music Afrique)
- 1978 : Baobab à Paris Vol. 1 et Vol. 2 (Abou Ledoux)
- 1979 : Gouygui Dou Daanou (Disc Afrique/Salsa Musique)
- 1980 : Mohamadou Bamba (Jambaar/Syllart)
- 1980 : Sibou Odia (Jambaar/Syllart)
- 1989 : Pirates Choice (réédité en 2001) (World Circuit)
- 1982 : Ken Dou Werente (1982) MCA 307
- 1992 : On verra Ça: The 1978 Paris Sessions (Syllart)
- 1993 : Bamba (Stern's Africa / Syllart)
- 2002 : Specialist in all styles (World Circuit)
- 2006 : A night at Club Baobab
- 2007 : Made in Dakar (World Circuit)
- 2009 : La Belle Epoque 1971–1977 (Stern's Music)
- 2017 : Hommage à Ndiouga Dieng

### Compilations
- 1998 : N'Wolof (enregistré en 1970-1971) (Dakar Sound)
- 1999 : Roots and Fruit - African Dancefloor Classics (Popular African Music)
- 2006 : Classics Titles (Cantos Records, licence par Syllart)

## Distinctions
- Prix BBC Radio 3 aux World Music Awards 2003[11]